# Béni-oui-oui
Pour les articles homonymes, voir Beni et Oui-Oui.
Béni-oui-oui est un terme péjoratif apparu pour désigner en Algérie pendant la période coloniale, les collaborateurs indigènes au service des institutions coloniales françaises. L'administration française utilisait des musulmans en tant qu'intermédiaires pour mettre en place sa politique indigène, notamment en les élisant dans les assemblées locales. Ces hommes occupaient des postes de cadis (juges locaux de droit musulman), de receveurs d'impôts ou de chefs tribaux. Les nationalistes les considéraient comme incapables d'initiatives pour l'indépendance.
Le mot dérive du terme arabe « Beni », qui signifie « Fils de » (utilisé pour nommer des personnes ou des tribus), associé à l'adverbe « oui ». Ce terme a une connotation péjorative et signifie « la tribu des hommes qui disent oui », faisant référence à un groupe de personnes qui donnent toujours leur approbation unanime de manière systématique lorsqu'on la leur demande.
Une explication donnée dans le « Bulletin de la Société d'anthropologie de Paris » en 1893 est que certains indigènes répondent systématiquement « oui oui » lorsque l'administration coloniale leur pose n'importe quelle question. 
D'autres disent que le terme dérive du chacal appelé en arabe : إبن أوى (Ibn Aoua), dont le pluriel est « Beni Aoua » qui par le dialecte devient « Beni Aoui ». Similaires aux renards, ils sont présentés comme « moins intelligents et plus opportunistes » car se nourrissant principalement de charognes et de « proies faibles ».  
En Algérie, terre d'origine du terme, il est utilisé depuis cette époque et même après l'indépendance. Le terme est redevenu très populaire après le film Carnaval fi Dachra où le comédien Athmane Ariouet jouant le rôle d'un maire, a utilisé le terme pour définir les personnes opportunistes qui comptent sur leur ouïe pour capter chaque mot et chaque information dans n'importe quelle institution, afin de les transmettre à ceux à qui ces informations sont utiles, quelles qu'elles soient, même les plus insignifiantes, dans le seul but de consolider leur opportunisme et de mettre fin aux fonctions de certaines personnes et de les remplacer. 
Cette expression a ensuite été utilisée en dehors du contexte colonial en France métropolitaine à partir de 1888-1889 pour désigner certains membres de l'Assemblée nationale, ou comme à titre d'exemple lors des échanges comme le rapporte l'ancien quotidien français Le Rappel :

« Don Salustiano de Ologoza, lors de son récent voyage à Madrid, lui aurait, m’assure-t-on, donné ce conseil de la part du souverain des Béni Oui Oui, comme on l’appelle chez les Arabes, gens de savoir et d’esprit. »Bnf Gallica

— Le Rappel, 20 mai 1870
L'expression est utilisée à partir de 1919 au Maroc.

## Source
- (en) Cet article est partiellement ou en totalité issu de l’article de Wikipédia en anglais intitulé « Béni-oui-oui » (voir la liste des auteurs).